# Верхняя ванна
Верхняя ванна («Мыльня их высочеств») — памятник архитектуры. Расположен в Пушкине, в регулярной части Екатерининского парка.
И. В. Неелов совместно с В. И. Нееловым вчерне завершил строительство каменной мыльни для членов царской семьи к 1777 году, на следующий год началась отделка. В 1789 году А. И. Бельский расписал фресками потолок и стены зала павильона; мотивы росписи — легенда о Фаэтоне. Сюжеты были выполнены по гравюрам с рисунков Ф. Смуглевича и В. Бренны, которые, в свою очередь, зарисовывали роспись Золотого дома Нерона. На центральном панно на потолке Фаэтон обращается к отцу, на боковых наддверных панно изображён момент запрягания коней. Помимо сюжетных сцен, стены павильона украшают мотивы гирлянд, цветов и фруктов, над дверями расположены веера с сюжетами на тему «Туалет Венеры».
Здание построено в стиле русского раннего классицизма. Оно скромно декорировано, его трёхгранный ризалит, стены которого сверху прорезают круглые окна, а снизу — полукруглые окна и широкая дверь, обращён к северному Зеркальному (Квадратному) пруду. Здание венчает парапет с балюстрадой.
Здание использовалось по изначальному назначению до середины XIX века. В нём было шесть помещений: восьмигранный зал, сени, раздевальня, ванная, водогрейная (помещение истопника) и баня. В 1910 году в здании к 200-летему юбилею Царского Села был создан первый музей города, тогда же закрепилось название «ванна» вместо «мыльня».
В Великую Отечественную войну павильон сгорел, остались только стены. А. В. Трескин при реставрации здания в 1953 году восстановил роспись.
Павильон после реставрации по проекту С. М. Новопольского был библиотекой-читальней, к 2023 году используется для проведения выставок.
- Туалет Венеры, гирлянды, фрукты
- Фаэтон обращается с просьбой к отцу
- Запрягание коней